# Kecamatan Batu Layar
Kecamatan Batu Layar är ett distrikt i Indonesien.   Det ligger i provinsen Nusa Tenggara Barat, i den sydvästra delen av landet, 1 000 km öster om huvudstaden Jakarta. Kecamatan Batu Layar ligger på ön Lombok Island.